# Bandera de Subirats
La bandera oficial de Subirats (Alt Penedès) té la següent descripció:
Bandera apaïsada de proporcions dos d'alt per tres de llarg, amb tres faixes iguals, verda, negra i verda, que representen el castell negre sobre el camp verd, amb un triangle al pal de punta arrodonida, que representa el mont amb el senyal de Catalunya.
El color negre representa el castell de Subirats de l'escut, situat damunt la serra de l'Ordal representada pel triangle amb vèrtex corbat.
Va ser aprovada el 25 de juliol de 1990, i publicada el Diari Oficial de la Generalitat de Catalunya núm. 1330 del 13 d'agost del mateix any. Es va publicar una correcció d'errada en el DOGC núm. 1342 de 12 de setembre de 1990.